# Сытов, Александр Капитонович

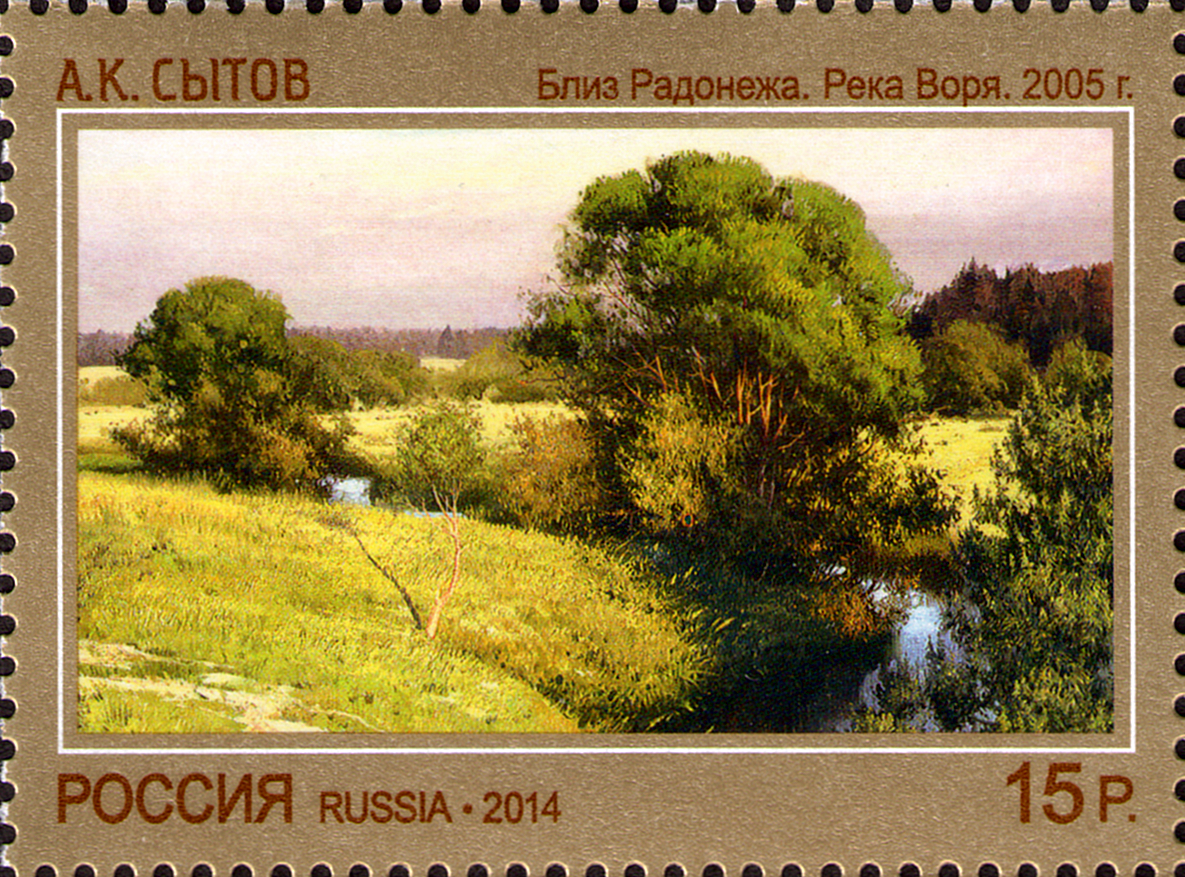
Картина «Близ Радонежа. Река Воря» (2005) на марке Почты России, 2014 г.

Александр Капитонович Сытов (род. 1957 год, Москва, РСФСР, СССР) — советский и российский художник, академик Российской академии художеств (2013). Народный художник Российской Федерации (1995).

## Биография
Родился в 1957 году в Москве.
Окончил Московскую среднюю художественную школу при МГХИ им. В. И. Сурикова, в 1983 году — окончил Московский государственный художественный институт имени В. И. Сурикова (живописная мастерская профессора Д. К. Мочальского, дипломная работа «Вечерняя мелодия»).
В 1983 году — принят по конкурсу в Студию военных художников имени М. Б. Грекова, в 1986 году призван в кадры ВС СССР в звании лейтенанта, с 2002 года — начальник отдела военных художников, с 2005 года — подполковник запаса, с 2012 по 2019 год — художественный руководитель студии.
В 2012 году — избран членом-корреспондентом, в 2013 году — академиком Российской академии художеств от Отделения живописи.
С 2024 году восстановлен в должности Художественного руководителя студии им. М.Б.Грекова!

## Творческая деятельность
Участвовал в работе по воссозданию внутреннего убранства Храма Христа Спасителя, создавал крупномасштабные росписи «Сошествие Святого Духа» и «Евангелист Марк».
С 2005 по 2006 годы — принимал непосредственное активное участие в создании портретной галереи Министров Обороны, им был написан 21 портрет (галерея размещена в приёмной Министра Обороны Российской Федерации).
Под руководством П. В. Рыженко, и совместно с группой ведущих мастеров участвовал в создании двадцатидвухметровой диорамы — «Великое стояние на реке Угре в 1480 году», представлена в монастырском музее храма в скиту на реке Угре в честь Владимирской иконы Божией Матери (верхнего) и преподобного Сергия Радонежского (нижнего) Тихоновой пустыни Дзержинского района Калужской области.
Под руководством  А. Сытова и творческого коллектива художников-грековцев, за выполнение крупномасштабного полотна по плану Государственного задания 2021–2022 годов — панно  «Парад Победы на Красной Площади 24 июня 1945 года» в 2023 году представлен на соискание Государственной премии имени Маршала Советского Союза Г.К. Жукова. / размер холста (535х1945 см.) / 

## Награды и звания
- Народный художник Российской Федерации (27 февраля 1995) — за заслуги в области искусства[1]
- Премия Ленинского комсомола (1988) — за картину «Юности, революции посвящается» и цикл произведений последних лет
- Государственная премия Российской Федерации имени Маршала Советского Союза Г. К. Жукова в области литературы и искусства (7 мая 2024) — за монументальное живописное полотно «Парад Победы 24 июня 1945 года»[2]
- Орден Святого благоверного князя Даниила Московского III степени «Во внимание к помощи в восстановлении храмов РПЦ» (2000) — за участие в работе по воссозданию внутреннего убранства Храма Христа Спасителя: создание крупномасштабных росписей «Сошествие Святого Духа» и «Евангелист Марк»